# Mike Hopkins
Mike Hopkins, nome completo Michael Alexander Hopkins (12 agosto 1959 – 30 dicembre 2012), è stato un tecnico del suono neozelandese.
Hopkins e lo statunitense Ethan Van der Ryn hanno condiviso due Oscar al miglior montaggio sonoro per i film Il Signore degli Anelli: Le Due Torri e King Kong. La coppia ha avuto anche una nomination per il sonoro del film Transformers del 2007.
Hopkins è morto il 30 dicembre 2012 dopo che la zattera su cui si trovava si è capovolta in un'alluvione improvvisa sul fiume Waiohine, vicino alla sua città natale di Greytown.   